# Avenone
Avenone è una frazione del comune bresciano di Pertica Bassa posto in una vallata più occidentale rispetto alla sede municipale.

## Storia
La località è un piccolo villaggio montano della Val Sabbia di antica origine.
Avenone divenne frazione di Livemmo su ordine di Napoleone, ma gli austriaci annullarono la decisione al loro arrivo nel 1815 con il Regno Lombardo-Veneto.
Dopo l'unità d'Italia il paese crebbe da meno a più di trecento abitanti. Fu il fascismo a decidere la soppressione del comune unendolo a Ono Degno nella nuova Pertica Bassa.